# Two Much
Two Much (br: Quero Dizer que Te Amo) é um filme de longa-metragem dirigido pelo cineasta Fernando Trueba, e foi lançado em 1995. O filme foi produzido pelos estúdios Touchstone Pictures e possui como protagonistas Antonio Banderas, Melanie Griffith e Daryl Hannah.

## Sinopse
Em Miami Beach, Art (Antonio Banderas) é um artista com problemas financeiros se torna marchand e vive armando para sobreviver. Um de seus golpes consiste em convencer viúvas que seus maridos tinham encomendados determinados quadros. Desta forma ele conhece uma mulher muito rica e sexy, Betty (Melanie Griffith), que é amiga de uma das viúvas, e entre os dois acontece um relacionamento. Como se isto não bastasse, ele conhece Liz (Daryl Hannah), a irmã de sua namorada, que também é extremamente sensual, e decide criar um irmão gêmeo para poder conquistá-la. 
Art, além de ter que se desdobrar para se fazer em duas pessoas de personalidades diferentes para enganar as duas irmãs, ao mesmo tempo tem que se precaver com a máfia que está no seu pé, pois o ex-marido de Betty é Genny (Danny Aiello), um mafioso que não gostou nem um pouco de ter perdido a esposa. 

## Filmagem
A fotografia principal começou em Miami Beach na Flórida em 27 de janeiro de 1997, sobre um orçamento de US $ 592 mil 871. Foi durante as filmagens de Quero Dizer Que Te Amo que os atores Antonio Banderas e Melanie Griffith se conheceram, vindo a se casar meses depois. 